# Lasioglossum dinazade
Lasioglossum dinazade är en biart som beskrevs av Ebmer 2000. Lasioglossum dinazade ingår i släktet smalbin, och familjen vägbin. Inga underarter finns listade i Catalogue of Life.